# 沪松公路
沪松公路，是位于上海市的一条省级公路，其松江区松卫北路以东以北路段被编为上海省道124的一部分。该道路东至七莘路漕宝路路口，西至松江区环城路，经过松江区、闵行区，全长20.9公里，以起讫地简称和首字得名。1936年，松江县城至泗泾镇段建成，当时名称为松泗路。1937年，漕河泾至七宝段（漕宝路）开工。1956年，泗泾至七宝段建成，名上泗公路。1981年，改为现名。2022年12月30日，沪松公路快速化项目启动。

## 主要交汇道路（东北-西南）
- 七莘路接漕宝路
- 中春路
- 嘉闵高架路
- 涞亭北路/涞亭南路
- 沪亭北路/沪亭路
- 九杜路/九新公路
- 沈海高速
- 九泾公路/九亭大街
- 泗陈公路
- 鼓浪路/叶家公路
- 泗砖公路
- 沈砖公路/莘砖公路
- 辰花路/卖新公路
- 广富林路/广富林东路
- 梅家浜路
- 文翔路/文翔东路（ 沪昆高速）
- 松卫北路、茸平路
- 荣乐东路
- 松江环城路

## 轨道交通
- 七莘路口：9七宝站
- 中春路口：9机联中春路站
- 沪亭路口：9九亭站